# Эхтяри
Э́хтяри (фин. Ähtäri, швед. Etseri) — город в Северо-Западной Финляндии.
В городе проживает 6486 человек (2011), общая площадь составляет 909,97 км², из которых 105,06 км² — водное пространство. Плотность населения составляет 8,06 чел./км².

## Достопримечательности
В городе расположена астрономическая обсерватория Эхтяри. Имеется свой зоологический парк.
Финская группа Noumena, играющая мелодичный дэт-метал, была основана музыкантами из Эхтяри.

## Население
Динамика изменения численности населения показывает, что в городе наблюдается тенденция к постепенному уменьшению проживающих:
| - 2001 — 7 060 - 2005 — ▼6 893 - 2006 — ▼6 866 | - 2007 — ▼6 758 - 2010 — ▼6 508 - 2011 — ▼6 486 |